# Rhynchosia acuminatifolia
Rhynchosia acuminatifolia är en ärtväxtart som beskrevs av Tomitaro Makino. Rhynchosia acuminatifolia ingår i släktet Rhynchosia och familjen ärtväxter. Inga underarter finns listade i Catalogue of Life.

## Bildgalleri

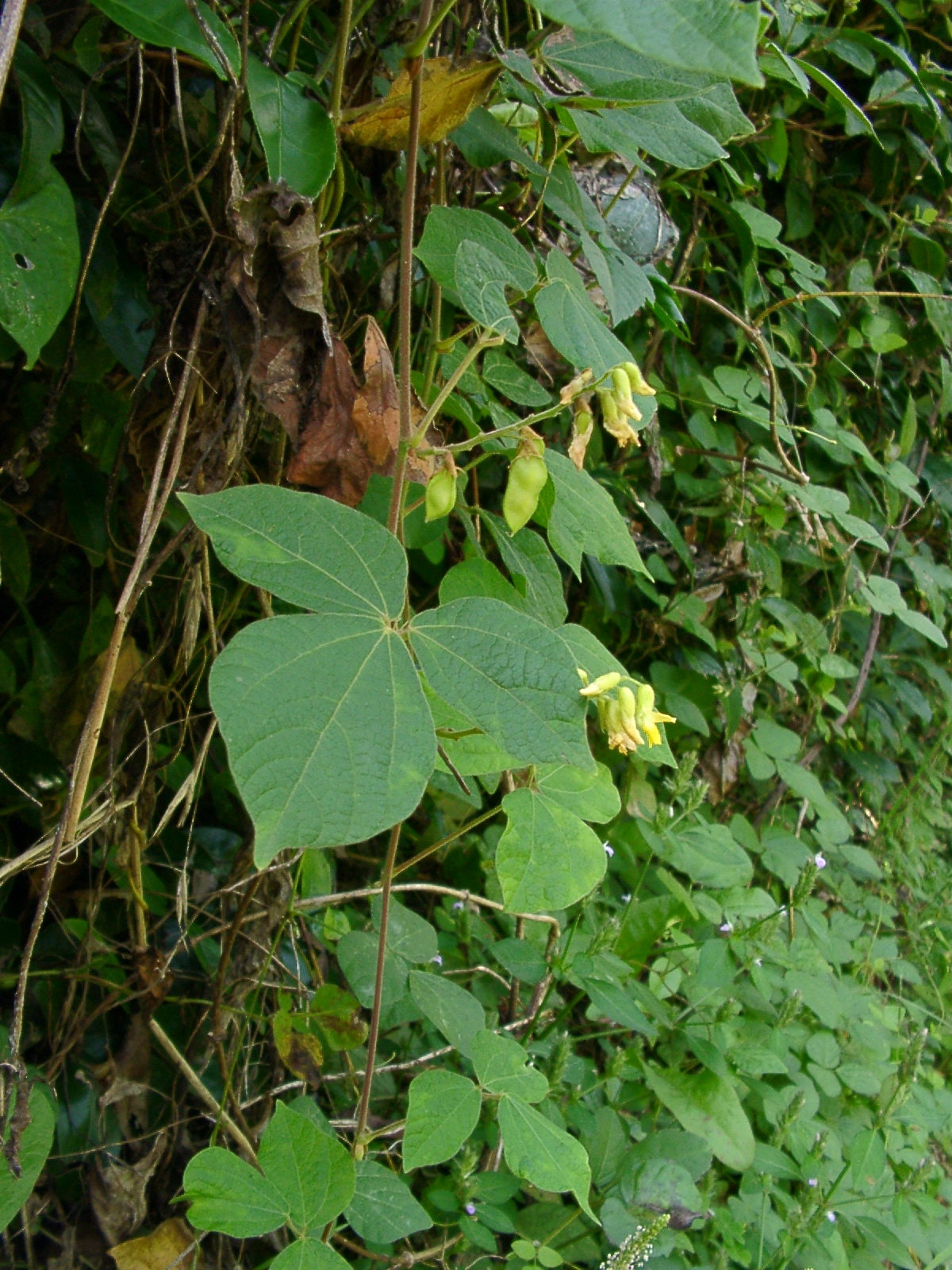
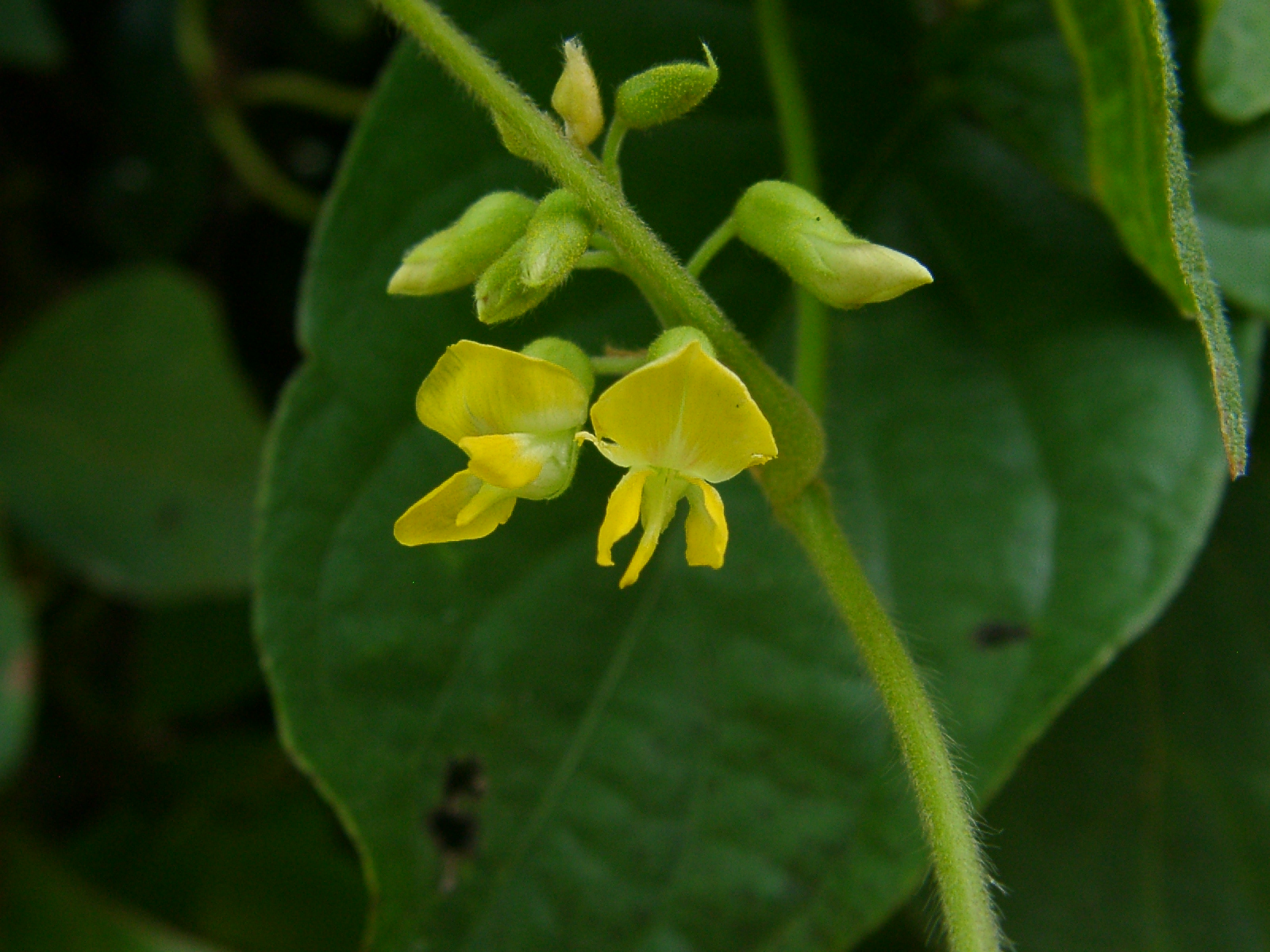
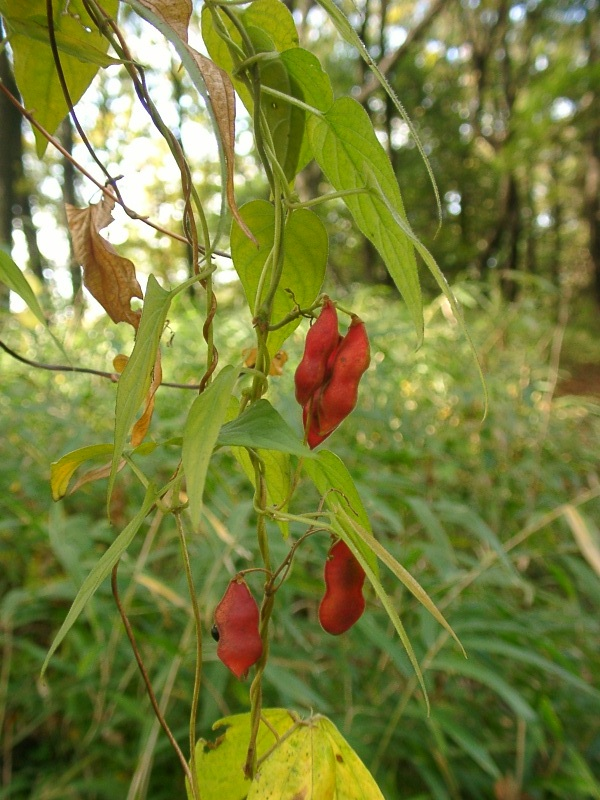